# Institut coréen de recherche en biosciences et biotechnologie
L’Institut coréen de recherche en biosciences et biotechnologie) (ICRBB) est un institut de recherche gouvernemental basé à Daejeon (Corée du Sud). Créé en 1985, cet institut est destiné à la recherche en biotechnologie et dispose d'un large éventail de compétences, allant des études fondamentales pour la compréhension des phénomènes de la vie aux études appliquées, telles que la découverte de médicaments, de nouveaux biomatériaux, la biotechnologie intégrée et la bioinformation.
Ses réalisations concernent l'avancement des technologies dans les domaines médical et du bien-être, l'amélioration de la production alimentaire, un environnement plus propre, de nouveaux biomatériaux et de nouvelles sources d'énergie.
Il a notamment  identifié les raisons de l'échec du clonage animal, mené une étude comparative des gènes du   chimpanzé  et analysé avec succès la structure des protéines de commutation des espèces réactives de l'oxygène, qui a fait l'objet de la première publication réalisée par des universitaires coréens et publiée dans   Cell , revue scientifique internationale. L'institut a été classé premier dans la découverte de nouveaux micro-organismes, dont les microorganismes indigènes des îlots Dokdo, pendant quatre années consécutives.
Ses réalisations récentes comprennent le développement d'un génome capable de contrôler la prolifération des cellules cancéreuses et l'identification d'un mécanisme de contrôle de la croissance basé sur le neuropeptide Y, offrant des possibilités de nouveaux traitements pour le cancer, le diabète, l'obésité et le vieillissement. La recherche sur les capteurs nano–bio a conduit à la mise au point de la plus petite biopuce à résonance des plasmons de surface du monde.